# Adrianne Wadewitz
Adrianne Wadewitz (6 de gener de 1977 – 8 d'abril de 2014) fou una estudiosa feminista estatunidenca de la literatura britànica del segle xviii, i una destacada viquipedista i analista de la Viquipèdia, centrant-se especialment en les qüestions de gènere.